# Olasz Légierő
Az Olasz Légierő (AM, olaszul: Aeronautica Militare) Olaszország haderejének egyik fontos részét képezi.

## Története
Az olasz légierő története 1884-ben kezdődött amikor a hadvezetés parancsot adott egy nemzeti légierő felállítására. Ekkor szervezték meg a Servizio Aeronautico, amely ekkor csupán még léggömbös-osztagokból állt, s állomáshelyük Róma környékén volt. A légierő első harci alkalmazására az 1911–12-es olasz–török háborúban került sor, ahol az olasz légierő léggömbjeit mint bombázókat vetették be török célpontok ellen. 
Az első világháború során az olasz légierő egyik legnagyobb ellenfele az Osztrák–Magyar Légierő volt. Az olasz front légterében mindkét fél pilótái számos hőstettet hajtottak végre, a veszteségek azonban igen magasak voltak. Az olasz légierő legkiválóbb pilótája, Francesco Baracca volt, aki egymaga szerzett 34 légi győzelmet. Míg az osztrák-magyar oldalon olyan pilóták szolgáltak mint Godwin Brumowski (35 légi győzelem), Julius Arigi (32 légi győzelem), Kiss József (19 légi győzelem). Az első világháború legeredményesebb olasz repülőszázada a 91. olasz vadászrepülő osztag volt. 
1923-ban III. Viktor Emánuel olasz király Regia Aeronautica-ra változtatta meg a légierő nevét, amely magyarra fordítva: „Királyi Légierő”. A király légierő részt vett Etiópia gyarmatosításában, a spanyol polgárháborúban. A második világháborút követően a légierőt teljesen újjá kellett szervezni, s új neve Aeronautica Militare lett.
A hidegháború alatt, és az követően a légierő dinamikusan fejlődik, ma repülőgép állományába 96 Eurofighter Typhoon, 100 Panavia Tornado és 136 AMX típusú repülőgép tartozik. Emellett a légierő állományához tartozik 98 darab helikopter is, amely zömében NH 500-as típusú.

## Állomány

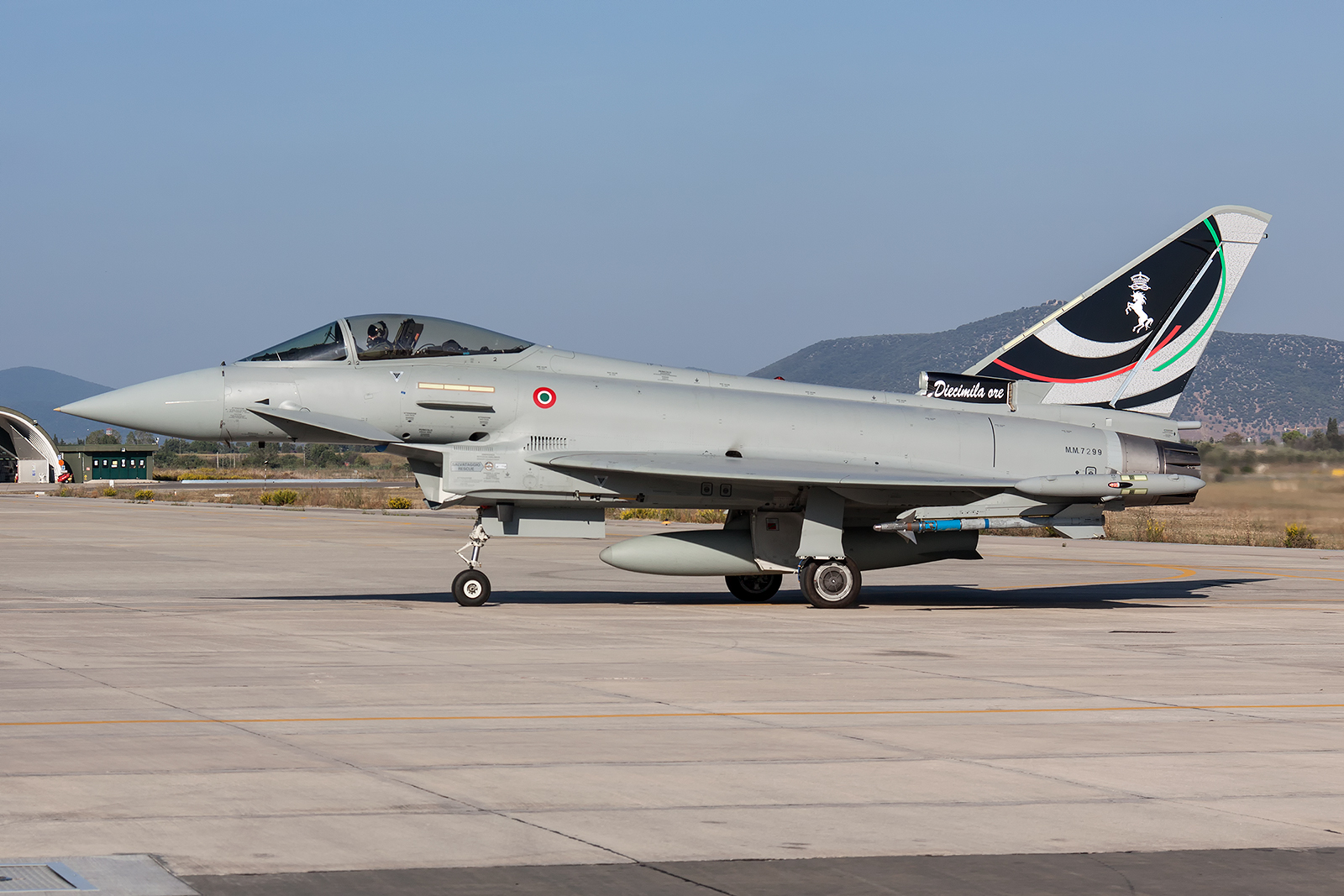
Az Olasz Légierő Eurofighter Typhoon

Az olasz légierő kiszolgáló, támogató és tényleges harci feladatokat ellátó alkalmazottainak száma 50 800 fő.

### Osztagok
- 8 közvetlen támogató század
- 5 vadász század
- 2 haditengerészeti felderítő század
- 1 elektronikai felderítő század
- 3 szállító század

### Repülőgép állomány
332 db harci repülőgép:
- 96 db Eurofighter Typhoon
- 100 db Panavia Tornado,
- 136 db AMX

98 db helikopter:
- 23 db HH–3F
- 27 db AB.212
- 48 db NH–500

## Lásd még
- Olaszország
- Olaszország hadereje

## Fordítás
- Ez a szócikk részben vagy egészben  az   Italian Air Force című angol Wikipédia-szócikk fordításán alapul.  Az eredeti cikk szerkesztőit annak laptörténete sorolja fel. Ez a jelzés csupán a megfogalmazás eredetét és a szerzői jogokat jelzi, nem szolgál a cikkben szereplő információk forrásmegjelöléseként.